# Elisa Martín Garijo
Elisa Martín Garijo (Teruel) es una matemática española, experta en IA, que ha desarrollado su labor profesional tanto en la empresa privada, IBM, como en organismos académicos, Instituto de Ingeniería del Conocimiento.   

## Trayectoria
Nació en Teruel, pero muy pronto su familia se trasladó a Ferrol para terminar finalmente en Madrid. De vocación temprana,  se licenció en Matemáticas en el año 1983 en la Universidad Complutense de Madrid (UCM) en la especialidad de Lógica Matemática. Nada más terminar la carrera, y porque le atraía la tecnología, entró a trabajar en la empresa IBM. Su primer trabajo importante llegó con los Juegos Olímpicos de Barcelona en 1992, donde lideró técnicamente uno de los proyectos. Posteriormente, con los Juegos Olímpicos de Sídney en 2000, se introdujo en la internet de las cosas.
Martín Garijo se especializó en el área de inteligencia artificial (IA) iniciándose en proyectos de ciudades inteligentes en Madrid, Málaga y el Área metropolitana de Barcelona. Posteriormente, lideró proyectos en el área de diseño, turismo y transporte, para lo que utilizó los servicios de IA IBM-Watson como herramienta base de la disrupción digital. Posteriormente, amplió estos programas al área de agroalimentación.
Certificada como Arquitecto Sénior de Sistemas de Información, Martín Garijo tiene la posición de Ingeniero Distinguido y es miembro del equipo de liderazgo de la Academia de Tecnología de IBM. Forma parte del Consejo Gestor del Centro de Tecnología de Supercomputación, una iniciativa de investigación entre IBM y el Centro Nacional de Supercomputación (BSC-CNS) situado en Barcelona y del equipo de dirección de la Cátedra de Grandes Sistemas y Supercomputación creada por IBM y la Universidad Autónoma de Madrid (UAM).
Promotora de la innovación en todas sus facetas, tiene dos patentes, que realizó en colaboración con dos japonesas y tres españolas, y es autora de varias colaboraciones y estudios sobre productos y procesos técnicos.
Martín Garijo es una gran defensora de la presencia de la mujer en la tecnología y ha participado en los congresos de WISE (Women in Science and Engeneering) organizados por el Centro Nacional de Investigaciones Oncológicas (CNIO). Ve necesario impulsar la visibilidad de las mujeres en la ciencia y en la tecnología, así como la mentorización de las jóvenes que quieran dedicarse a este campo profesional, y avanzar en la igualdad de oportunidades. Desde su experiencia, como madre que ha sabido conciliar vida laboral y familiar, la equiparación de las bajas por maternidad y paternidad ayudaría a que las mujeres estuvieran más presentes en el campo tecnológico.
Desde 2011 a 2020, fue directora de Tecnología e Innovación de IBM España, Portugal, Grecia e Israel. En junio de 2020 pasó a dirigir el área de salud del Instituto de Ingeniería del Conocimiento, organismo dependiente de la Universidad Autónoma de Madrid.